# Victor Cirier
Victor Cirier, né le 16 avril 1823 au Cateau (Nord) et décédé le 20 octobre 1890 à Paris (Seine) est un homme politique français.

## Biographie
Il était avocat et  Conseiller général du Nord à Cambrai lorsqu'il fut élu Député de la 2e circonscription de Cambrai en 1879 en remplacement de Pierre-Joseph Bertrand-Milcent, décédé. 
Victor Cirier fut réélu le 21 août 1881, par la même circonscription.
Porté sur la liste républicaine opportuniste du Nord, le 4 octobre 1885, Victor Cirier échoua avec 116 341 voix contre 161 099 accordées au dernier élu de la liste conservatrice, Jules Delelis.
C'est comme sénateur du Nord que M. Cirier reparut au Parlement, ayant été élu le 5 janvier 1888, par 1 165 voix sur 2 297 votants.
Atteint par la maladie, il décéda à Paris, en cours de mandat, le 20 octobre 1890,.

## Sources
- « Victor Cirier », dans Adolphe Robert et Gaston Cougny, Dictionnaire des parlementaires français, Edgar Bourloton, 1889-1891 [détail de l’édition]
- « Victor Cirier », dans le Dictionnaire des parlementaires français (1889-1940), sous la direction de Jean Jolly, PUF, 1960 [détail de l’édition]